# Lui
Lui är ett vattendrag i Angola. Det ligger i den norra delen av landet, 500 kilometer öster om huvudstaden Luanda.
I omgivningarna runt Lui växer huvudsakligen savannskog. Runt Lui är det mycket glesbefolkat, med 4 invånare per kvadratkilometer.